# تغییر اقلیم و بیماری‌های واگیردار

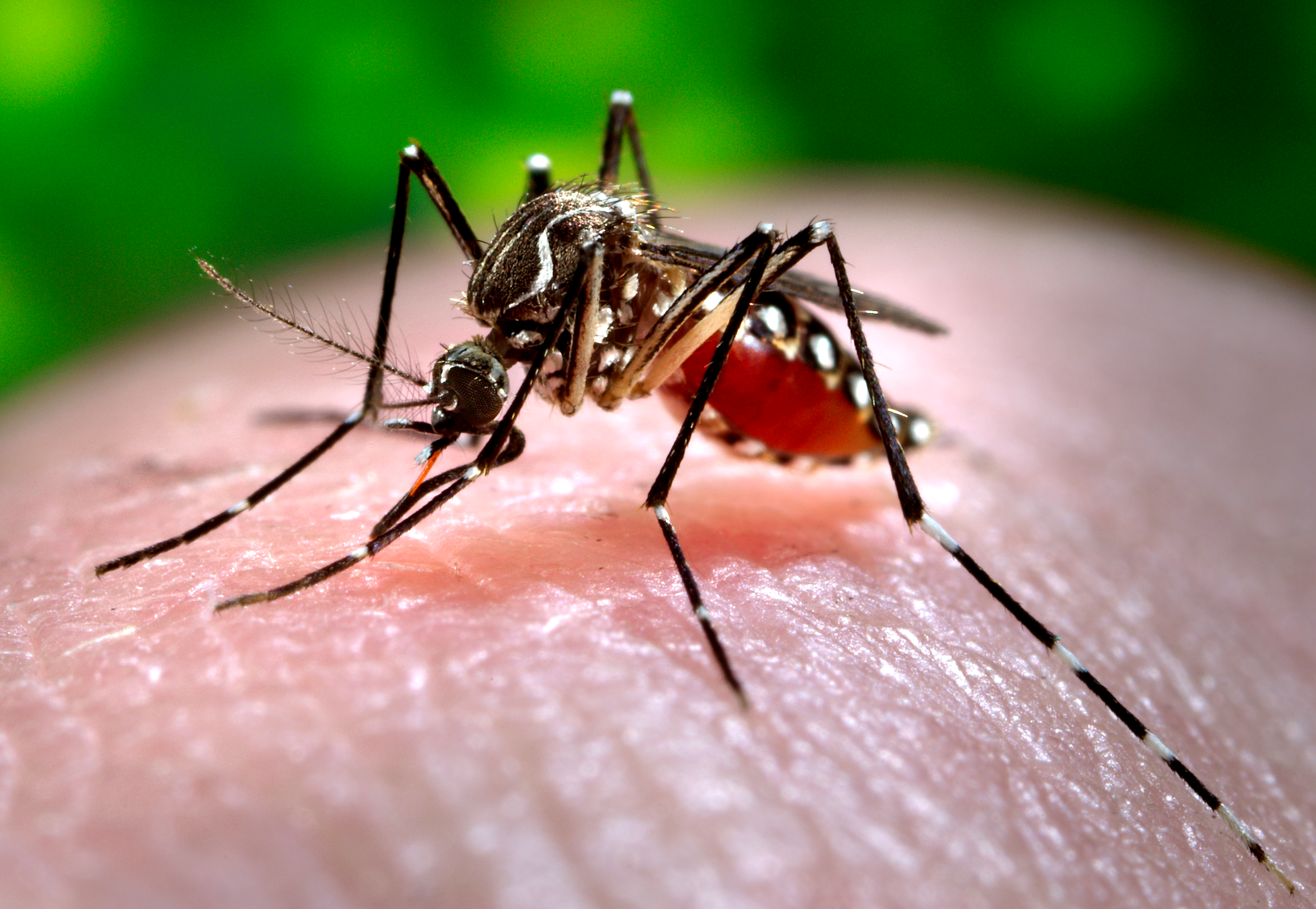
تغییرات اقلیمی، محدوده جغرافیایی و فصلی بودن برخی از حشرات ناقل بیماری را تغییر می‌دهد، برای مثال پشه تب زرد که ناقل بیماری تب دنگی است.

تغییرات اقلیمی جهانی، وقوع برخی از بیماری‌های عفونی را افزایش داده است. بیماری‌های عفونی که انتقال آنها تحت تأثیر تغییرات اقلیمی قرار می‌گیرد، شامل بیماری‌های منتقله از طریق ناقل مانند تب دنگی، مالاریا، بیماری‌های منتقله از طریق کنه، لیشمانیاز، تب زیکا، چیکونگونیا و بیماری ویروسی ابولا می‌شود. یکی از مکانیسم‌های مؤثر در افزایش انتقال بیماری این است که تغییرات اقلیمی، محدوده جغرافیایی و فصلی بودن حشرات (یا ناقلان بیماری) را که می‌توانند بیماری‌ها را حمل کنند، تغییر می‌دهد. دانشمندان در سال ۲۰۲۲ به یک مشاهده واضح اشاره کردند: «وقوع بیماری آب‌زاد که با آب و هوا مرتبط هستند، افزایش یافته است (با اطمینان بسیار بالا).»: ۱۱ 
بیماری‌های عفونی که به آب و هوا حساس هستند را می‌توان به موارد زیر گروه‌بندی کرد: بیماری‌های منتقله از طریق ناقلین (که از طریق پشه‌ها، کنه‌ها و غیره منتقل می‌شوند)، بیماری‌های منتقله از طریق آب (که از طریق ویروس‌ها یا باکتری‌ها از طریق آب منتقل می‌شوند) و بیماری‌های منتقله از طریق غذا. (از طریق عوامل بیماری‌زا از طریق غذا پخش می‌شود): ۱۱۰۷ تغییرات اقلیمی به دلیل گسترش دامنه جغرافیایی و فصلی بودن این بیماری‌ها و ناقلین آنها، بر توزیع این بیماری‌ها تأثیر می‌گذارد.: ۹  مانند سایر تأثیرات تغییرات اقلیمی بر سلامت انسان، تغییرات اقلیمی نابرابری‌ها و چالش‌های موجود در مدیریت بیماری‌های عفونی را تشدید می‌کند.
بیماری‌های منتقله از پشه که به آب و هوا حساس هستند شامل مالاریا، پیل‌پایی، تب دره ریفت، تب زرد، تب دنگی، ویروس زیکا و چیکونگونیا می‌شوند. دانشمندان در سال ۲۰۲۲ دریافتند که افزایش دما، مناطقی را که تب دنگی، مالاریا و سایر بیماری‌های منتقله از پشه می‌توانند در آنها شیوع پیدا کنند، افزایش می‌دهد. : 1062  دمای بالاتر نیز به ارتفاعات بالاتر می‌رود و به پشه‌ها اجازه می‌دهد در مکان‌هایی که قبلاً برای آنها مناسب نبوده‌اند، زنده بمانند. : ۱۰۴۵ این امر خطر بازگشت مالاریا به مناطقی را که قبلاً ریشه کن شده بودند، به همراه دارد.
کنه‌ها به‌دلیل افزایش دما در حال تغییر محدوده جغرافیایی خود هستند و این موضوع جمعیت‌های جدیدی را در معرض خطر قرار می‌دهد. کنه‌ها می‌توانند بیماری لایم و انسفالیت منتقله توسط کنه را منتقل کنند. انتظار می‌رود که تغییرات اقلیمی شیوع این بیماری‌ها را در نیم‌کره شمالی افزایش دهد.: 1094  برای مثال، بررسی ادبیات پژوهشی نشان می‌دهد که «در ایالات متحده، افزایش دمای ۲ درجه سانتی‌گراد می‌تواند طی دهه‌های آینده تعداد موارد بیماری لایم را بیش از ۲۰٪ افزایش دهد و منجر به شروع زودتر و طولانی‌تر شدن فصل سالانه بیماری لایم شود».: 1094 
بیماری‌های منتقله از طریق آب از طریق آب منتقل می‌شوند. علائم بیماری‌های منتقله از طریق آب معمولاً شامل اسهال، تب و سایر علائم شبیه آنفولانزا، اختلالات عصبی و آسیب کبدی است. تغییرات اقلیمی تأثیر زیادی بر توزیع گونه‌های میکروبی دارد. این جوامع بسیار پیچیده هستند و می‌توانند به محرک‌های اقلیمی خارجی بسیار حساس باشند. طیف وسیعی از بیماری‌ها و انگل‌های منتقله از طریق آب وجود دارند که در آینده خطرات سلامتی بیشتری را ایجاد خواهند کرد. این بسته به منطقه متفاوت خواهد بود. برای مثال، در آفریقا، گونه‌های کریپتوسپوریدیوم . و ژیاردیا دئودنالیس (انگل‌های تک‌یاخته‌ای) افزایش خواهد یافت. این به دلیل افزایش دما و خشکسالی است.  : ۱۰۹۵ 
دانشمندان همچنین انتظار دارند که شیوع بیماری‌های ناشی از ویبریو (به ویژه باکتری عامل وبا، به نام ویبریو کلرا) از نظر وقوع و شدت در حال افزایش باشد. : ۱۱۰۷ یکی از دلایل این است که به دلیل تغییرات دمای سطح دریا و شوری سطح دریا ناشی از تغییرات اقلیمی، مساحت خط ساحلی با شرایط مناسب برای باکتری ویبریو افزایش یافته است. : 12 این عوامل بیماری‌زا می‌توانند باعث گاستروانتریت، وبا، عفونت زخم و سپسیس شوند. افزایش وقوع روزهای با دمای بالاتر، بارندگی‌های شدید و سیل ناشی از تغییرات اقلیمی می‌تواند منجر به افزایش خطرات وبا شود. : ۱۰۴۵ 

### بیماری منتقله از کنه

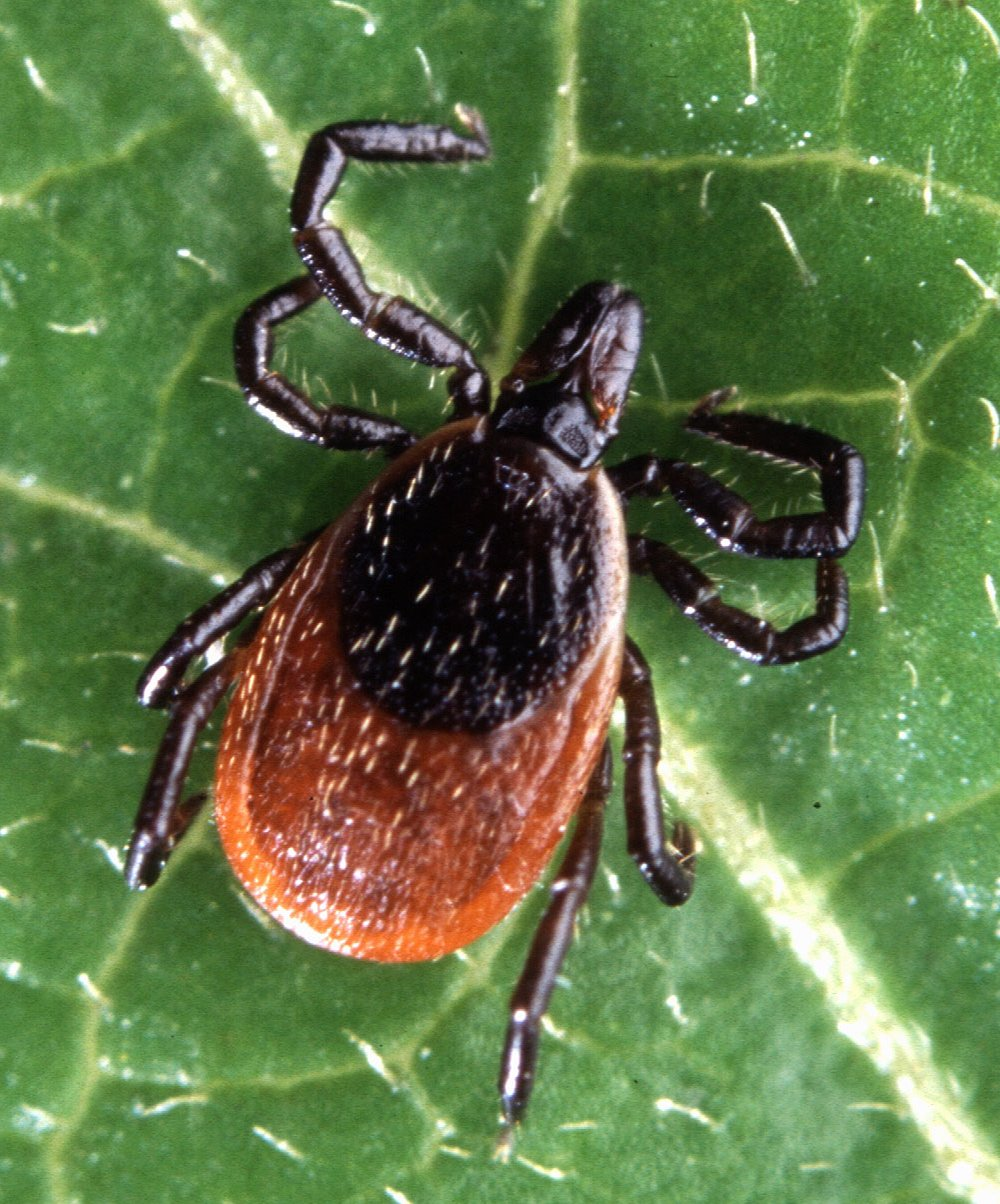
کنه گوزن، ناقل عوامل بیماری‌زای بیماری لایم

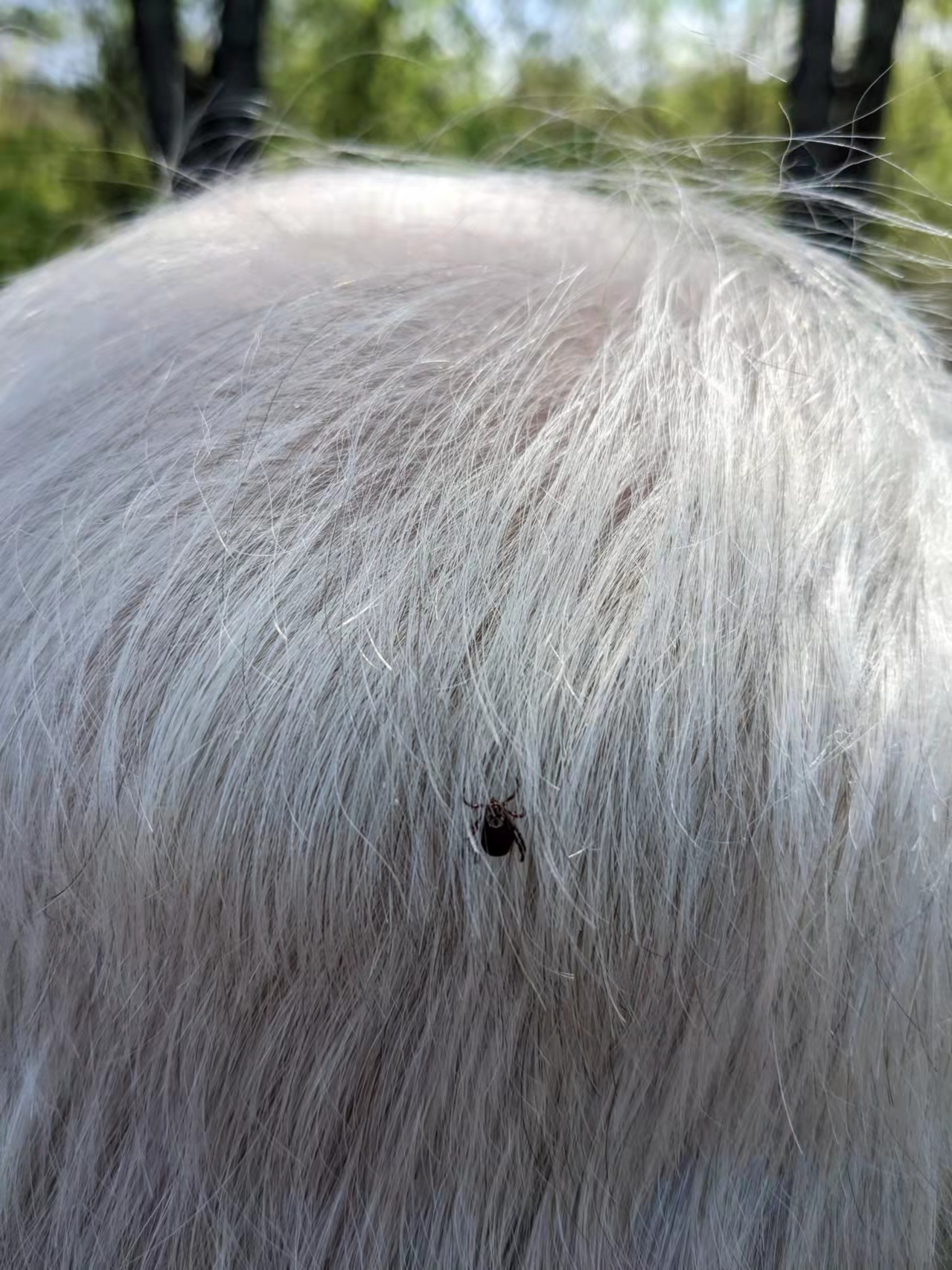
کنه‌ای که در منطقه‌ای جنگلی نزدیک لیروی، میشیگان، روی سر انسان می‌خزد.

بیماری منتقله توسط کنه که انسان‌ها و دیگر حیوانات را تحت تأثیر قرار می‌دهند، ناشی از عوامل عفونی هستند که از طریق نیش کنه منتقل می‌شوند. رطوبت بالای بیش از ۸۵٪ برای شروع و تکمیل چرخه زندگی کنه ایده‌آل است. مطالعات نشان داده‌اند که دما و میزان بخار آب نقش مهمی در تعیین محدوده پراکندگی جمعیت کنه دارند. به‌طور مشخص، بیشینه دما به عنوان مؤثرترین عامل در پایداری جمعیت کنه شناخته شده است. دماهای بالاتر باعث افزایش نرخ تفریخ و رشد کنه می‌شوند، اما در عین حال بقای کلی آن‌ها را کاهش می‌دهند. اهمیت دما برای بقا تا حدی است که میانگین حداقل دمای ماهانه زیر منفی ۷ درجه سانتی‌گراد در زمستان می‌تواند مانع از حفظ جمعیت‌های تثبیت‌شده در یک منطقه شود.

### کووید ۱۹
هیچ مدرک مستقیمی مبنی بر تشدید شیوع کووید-۱۹ یا ناشی از تغییرات اقلیمی وجود ندارد، اگرچه تحقیقات همچنان ادامه دارد. تا تاریخ ۲۰۲۰ سازمان بهداشت جهانی دانش فعلی در مورد این موضوع را به شرح زیر خلاصه کرد: «هیچ مدرکی مبنی بر ارتباط مستقیم بین تغییرات اقلیمی و ظهور یا انتقال بیماری کووید-۱۹ وجود ندارد. [...] با این حال، تغییرات اقلیمی ممکن است به‌طور غیرمستقیم بر پاسخ به کووید-۱۹ تأثیر بگذارد، زیرا عوامل محیطی تعیین‌کننده سلامت را تضعیف می‌کند و فشار بیشتری بر سیستم‌های بهداشتی وارد می‌کند.»
یک مطالعه در سال ۲۰۲۱ ارتباط‌های احتمالی بین تغییرات اقلیمی و انتقال کووید-۱۹ توسط خفاش‌ها را یافته است. نویسندگان این مطالعه دریافتند که تغییرات ناشی از اقلیم در توزیع و تنوع گونه‌های خفاش، احتمال وجود کروناویروس‌های منتقل‌شونده توسط خفاش را در استان یون‌نان، میانمار و لائوس افزایش داده است. این منطقه همچنین زیستگاه پانگولین‌های سوندا و سیویت‌های ماسک‌دار بوده است که به عنوان میزبانان واسطه احتمالی کووید-۱۹ بین خفاش‌ها و انسان‌ها شناخته می‌شوند. بنابراین نویسندگان پیشنهاد می‌کنند که تغییرات اقلیمی احتمالاً تا حدی در ظهور این همه‌گیری نقش داشته است.
تغییرات اقلیمی ممکن است تغییراتی را در زیستگاه‌های خفاش‌ها ایجاد کند که ممکن است آنها را به مناطق پرجمعیت نزدیک‌تر کرده باشد. پیش‌بینی می‌شود که افزایش دوره‌های خشکی و خشکسالی، خفاش‌ها را از مناطق بومی خود خارج کرده و به مناطق پرجمعیت سوق دهد. این امر باعث افزایش تعاملات آنها با انسان‌ها و در نتیجه احتمال انتقال بیماری‌های مشترک بین انسان و دام می‌شود.